# جوگیو
جوگیو یا تی‌گیو (به ژاپنی: 貞暁（じょうぎょう/ていぎょう); تولد ۱۱۸۶ - مرگ ۱۲۳۱ میلادی. یک سانگها (راهب بودایی) در اواخر دوره هی‌آن اوایل دوره کاماکورا از هم‌بالینی/شو میناموتو نو یوریتومو به نام دایشین نو تسوبونه دختر هیتاچی نیودو ننسای ja:常陸入道念西 (از اجداد خاندان داته) اهل ژاپن بود. او چهارمین فرزند و پسر سوم میناموتو نو یوریتومو بود.